# Zygosepalum tatei
Zygosepalum tatei är en orkidéart som först beskrevs av Oakes Ames och Charles Schweinfurth, och fick sitt nu gällande namn av Leslie Andrew Garay och Galfrid Clement Keyworth Dunsterville. Zygosepalum tatei ingår i släktet Zygosepalum och familjen orkidéer. Inga underarter finns listade i Catalogue of Life.